# ニカン・ワイラン
ニカン・ワイラン (満文：ᠨᡳᡴᠠᠨᠸᠠᡳᠯᠠᠨ, 転写：nikan wailan, 漢文：尼堪外蘭) は、『清實錄』などの清代史料にのみ現れるヌルハチの仇敵。
当初はスクスフ・ビラ部 (建州女直を構成する部族の一) の一角であるトゥルン城を拠点とし、明の李成梁と組んでヌルハチ祖父ギョチャンガ景祖および父タクシ顯祖を掩殺させた。一時は同部に強大な影響力をもったが、祖父の復讎を決心したヌルハチに追われて各地を転々とした末に、明側に見放され、ヌルハチの派遣した兵の手で誅殺された。

## 素性

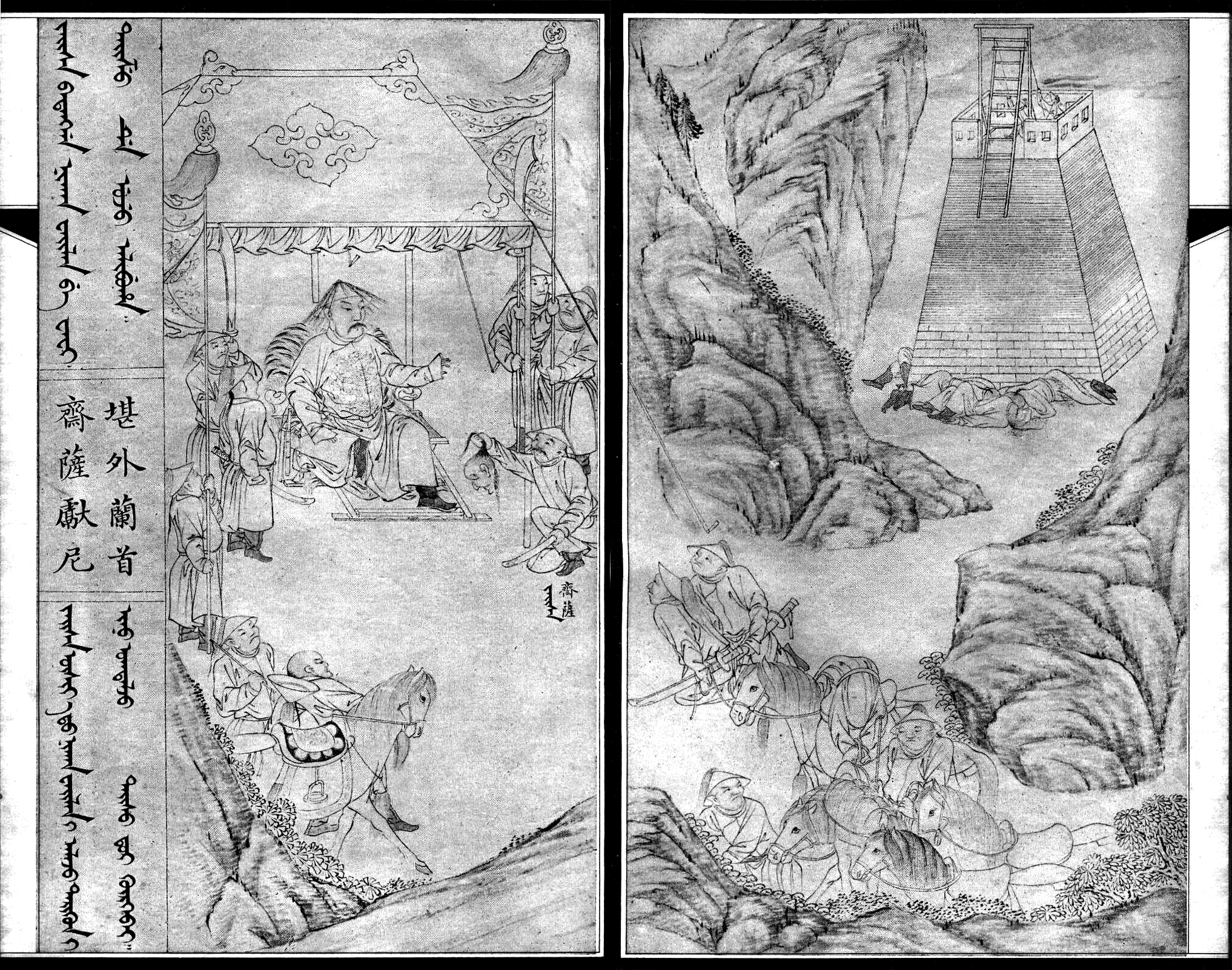
刎ねたニカン・ワイランの首をヌルハチ^{左中}に奉るジャイサ^{中央左} (『滿洲實錄』巻2「齋薩獻尼堪外蘭首」)

満洲語「nikan」は「漢人」の意で、延いては「明朝」を指す。l。「wailan」は漢語「(員)外郎yuánwàiláng」の満洲語音写とされ、一定の任務を取り仕切る小官吏を指す。従って直訳すれば「漢人官吏」(chinese mandarin) の意となるが、その素性については詳かでなく、女真か漢人かも判然としない。
ニカン・ワイランなる人物についての記述は、明代史料中には全くみいだせない。しかし、清代史料に現れるニカン・ワイランの経歴が、明代史料に現れるギョチャンガそのものであることから、和田 清はニカン・ワイランをギョチャンガの「影」のような存在であるとする。実際、『清實錄』において李成梁ひきいる明の官軍を先導しグレ城主アタイを征討したニカン・ワイランの役は、『明實錄』においてはギョチャンガが演じている。ギョチャンガが李成梁の先導としてグレ城へ侵攻したという記載は、清代に編纂された『明史』にはみられない一方で、『明史鈔略』の「李成梁傳」にはみられ、明代史料の記述との一致をみせている。章炳麟は『明史鈔略』の「跋あとがき」において、『清實錄』が事実を改竄した可能性を示唆し、間諜した末に (利用価値がなくなって) 殺害されたというと聞こえが悪いため、アタイを助けにいって殺されたと書き換えたのではないかとしている。
それではニカン・ワイランは全くの虚構人物で、ギョチャンガの後ろ暗い経歴を清朝の歴史から分離させる為に想像されたのかというと、和田清や稻葉岩吉らは必ずしもその存在を否定しはせず、和田清は、実際存在したであろう「小人物」にギョチャンガの影の部分を背負わせたのではないかと推測している。稻葉岩吉はまた著書『清朝全史』において、ギョチャンガらがアタイ討伐において明朝に協力しながら最後には殺害されたのは、ニカン・ワイランの言を容れた明朝により早晩厄介な存在になるとみなされたからではないかとする。

## 略歴
イェヘや蒙古諸部と結託して明辺境への侵犯を繰り返すグレ城城主アタイに長年手を焼いてきた明朝は、明万暦11年1583旧暦2月、ついに遼東総兵官・李成梁にアタイ討伐を命じた。李成梁はグレ城と隣接するシャジ城を並行して攻め、先にシャジ城を陥落させると、全軍勢力を注いでグレ城を火攻し、数日かかって落城させ、アタイ討伐を果した。清代史料に拠れば、この時ニカン・ワイランはグレ城への先導を務め、難航する攻城戦においては局面の打開を図ってグレ城内の敵兵を扇動し、アタイ殺害に一役買ったとされる。
しかし建州女直の覇権を握りたいニカン・ワイランは、ヌルハチ (後の清太祖) の祖父ギョチャンガ景祖がこのグレ城攻防戦の最中、アタイに嫁いだ孫娘を救出すべく子タクシ顯祖(ヌルハチ父) を連れてグレ城内に潜伏していることを知り、明の官軍を教唆して二人をアタイもろともグレの地に葬った。ヌルハチは祖父と父が端なく明軍に殺されたことを憤り、さらにその真犯人はニカン・ワイランであるとして、明の辺塞の官吏相手に詰問した。明側は二人の屍体を返し、損害の補填を提案して幕引きを図ったが、ヌルハチがニカン・ワイランの身柄引き渡しを強く求めて退かない為、ニカン・ワイランを建州女直の首長にしてやると言ってヌルハチを脅した。
明側の放言によりニカン・ワイランは一躍時の人となり、建州各地の酋長がギョチャンガに代る首長としてニカン･ワイランを持ち上げだした。夜郎自大なニカン・ワイランはヌルハチにも服従を迫ったが、ヌルハチは断固拒絶しつつ、今すぐに手刃し得ない境遇を恨んだ。さらには、それまでギョチャンガの威光の下で護られてきたギョチャンガの諸兄弟の子孫が、ニカン・ワイランにとり入ろうと結党してヌルハチ暗殺を策謀した為、ヌルハチは完全に孤立した。
万暦11年1583旧暦5月、復讎を決意したヌルハチは僅かな兵とともに決起し、ニカン・ワイランの拠るトゥルン城へ侵攻した。サルフ城主ノミナには事前に協力をとりつけてあったが、ノミナはヌルハチの大伯父らの一派の教唆を受けて密かにニカン・ワイランと内通し、出兵をみおくっていた。一方、ニカン･ワイランはヌルハチの決起を察知し、ヌルハチ軍の到着前にすでに城と属民を棄ててギャバンへ逃亡していた。ヌルハチ軍は城主にみすてられた城を攻略して帰還した。
同年8月、ヌルハチは再びニカン・ワイラン征討のため、逃亡先のギャバンへ侵攻した。ところが、内通していたノミナの密告を受けたニカン・ワイランは、ギャバンの地を棄てて撫順城 (千戸所) へ亡命した。ヌルハチ軍は追撃して撫順まで至ったが、城の前で明の兵とニカン・ワイラン一行が群れているのを見るや、ヌルハチを迎撃しようと共同戦線を張っているとみて、踵を返して撤退した。しかし実際は共同戦線どころか、明側はニカン・ワイランの入城を拒み、逐い払おうと兵を出動させていた。ヌルハチ撤収後、ニカン・ワイランは亡命叶わず明兵に駆逐されて放浪するはめになった。
明の後ろ盾を得たニカン・ワイランがギャバンに君臨し、建州を統一する、とそれまで信じ込んでいた属民らは、ニカン・ワイランが撫順で門前払いを食った上に逐い払われたことで、それがただの噂に過ぎなかったと気づき、相次いで離叛した。近親者以外に従属する者を失い孤立したニカン・ワイランは、ファハナ地方のオルホン (現鉄嶺県南東部?)に築城して新たな拠点とした。
ニカン・ワイランが撫順千戸所で駆逐されてから約三年が経った万暦14年1586旧暦7月、ジェチェン部のトモホ城を攻略したヌルハチは、矛先を転じてニカン・ワイランのオルホン城へ侵攻した。しかし、満を持してやってきたオルホンにもニカン･ワイランの影はなく、ヌルハチ軍は城内軍民の招降を始めた。すると、城外に40人ほどの人の群れが、ヌルハチ一行をみて逃げ去ってゆくのがみえた。その中の青い綿襖甲と氈毛の帽子をみにつけた一人の男をみたヌルハチは、もしやニカン・ワイランにやと単身で群れの中へ突撃したが、群勢は一斉にヌルハチに向かって矢を放った。ヌルハチは30箇所に創痍を負い、内一箇所は胸から肩まで矢が貫通していた。それでもひるまず八人を射殺し、一人を斬り殺したが、のこりの者は去っていった。
ヌルハチはオルホン城の中に入ると、漢人19人を殺害し、さらに矢傷を負った者六人を捕えて、刺さった矢をさらに深く捻じ込みながら、「尼堪外蘭を執へ送れ。然らずんば、且まさに兵を興し明を征うたむとす」(ニカン・ワイランを捕えて引き渡せ。さもなくば明を討つ) と辺塞の明兵に伝えるよう迫った。明辺塞は使者を派遣し、匿っている者をその仇敵に送り届けるという道理はないとした上で、ヌルハチが出向いてきてその場で殺すなら止めはしないと伝えてきた。ヌルハチがさては誘殺するつもりかと明を疑う為、明側は再び使者を派遣し、代理の者に少数の兵を連れてよこせば、その者に身柄を引き渡すと伝えてきた。ヌルハチはこれを頼んで40人の兵を派遣した。明側から引き渡されたニカン・ワイランはその場で首を刎ねられた。ヌルハチの復讐劇はかくして一旦幕を閉じた。